# Ormyrus australis
Ormyrus australis is een vliesvleugelig insect uit de familie Ormyridae. De wetenschappelijke naam is voor het eerst geldig gepubliceerd in 1957 door Risbec.